# BCAS1
BCAS1‏ (Breast carcinoma amplified sequence 1) هوَ بروتين يُشَفر بواسطة جين BCAS1 في الإنسان.